# マイクロピペット

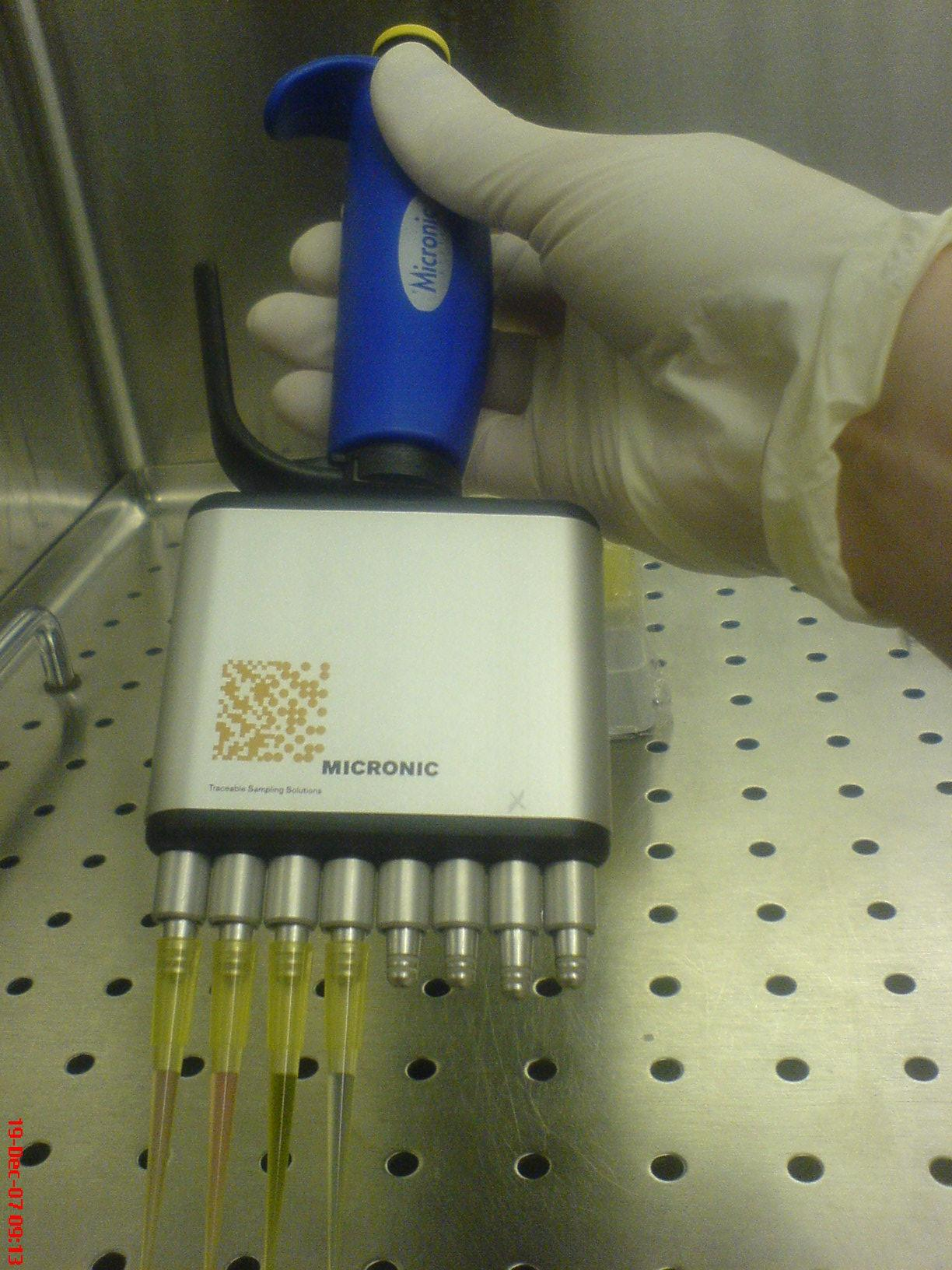
Gilson社製 マルチチャンネル可変容量マイクロピペット。この状態ではチップ（吸い口）を付けた4チャンネルで同時に注液操作ができる。

マイクロピペット（micropipette）は理化学実験で使用される2種類の機器のいずれかを意味する呼称である。

## プッシュボタン式液体用微量体積計
日本でマイクロピペットと称される微量体積計は、JIS規格での正式呼称はプッシュボタン式液体用微量体積計（プッシュボタンしきえきたいびりょうたいせきけい）である。
ピペットは少量の液体の体積を正確に計量し分注する器具で、マイクロピペットの場合は1μlから1,000μl(1ml)の容量の製品が主であり、1ml以上はマクロピペット(macropipette)と呼ばれる。

### 歴史
マイクロピペットはWisconsin invention社が開発した製品で、発明者はWarren Gilsonおよびウィスコンシン大マディソン校の生化学教授である、Henry Lardyである。
マイクロピペットのメーカーを次に示す:
Eppendorf,
Hamilton,
Rainin,
Drummond,
BrandTech,
Oxford,
Hirschmann,
Biohit,
Labnet,
Nichiryo,
Gilson,
Corning,
VistaLab,
Thermo,
Jencons

## ガラスマイクロピペット

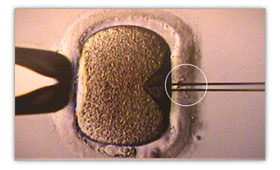
ガラスマイクロピペットを使った細胞操作

ガラスマイクロピペットプラー装置を使って引き延ばされた、顕微鏡サンプルを直接操作のために使用するピペットをガラスマイクロピペット(glass micropipette)と称する。日本においては、単にキャピラリーないしはキャピラリー電極と称される場合もある。例えばマイクロインジェクションやパッチクランプ電極にガラスマイクロピペットは使用される。
ガラスマイクロピペットは専用装置を使ってホウ珪酸ガラス、アルミノケイ酸ガラスないしは石英ガラス製の色々な規格やサイズのガラス管から作成される。それらは実験目的に合わせて様々な特徴を持つように作成される。プラー装置のオリジナルの一つとしてFlaming/Brown型プラーが著名である。 

## 註・出典
1. ↑  JIS K 0970 プッシュボタン式液体用微量体積計に拠る。JIS規格ではマイクロピペットと称した場合は、「牛乳用マイクロピペット」を指す。
2. ↑  The Micropipette Story(2009.6.18採取)
3. ↑  形状としてはパスツールピペットに似るが、先端の細管は、はるかに細い